# Milan Narat
Milan Narat, slovenski častnik.
Polkovnik Narat je logistični častnik Slovenske vojske, ki je nosilec več priznanj za aktivnosti leta 1991 ob osamosvojitvi Slovenije.